# HD82434
HD82434 — подвійна зоря. 
Ця подвійна система має видиму зоряну величину в смузі V приблизно 4,1.
Вона розташована на відстані близько 60,5 світлових років від Сонця.

## Подвійна зоря
Головна зоря цієї системи належить до хімічно пекулярних зір й має спектральний клас F1.
Інша компонента має  спектральний клас  Зорі спектрального класу.